# Iberus campesinus
El caracol serrano (Iberus campesinus) es un gasterópodo terrestre de la familia Helicidae, endémico del sureste de la península ibérica.

## Hábitat
Esta especie vive en refugios de montañas de piedra caliza debajo de piedras o en la base/interior de plantas y arbustos. Existen muchos casos de hibridación entre I. campesinus y otras especies de Iberus cercanas geográficamente (I. carthaginiensis e I. gualtieranus).

## Distribución
Es una especie endémica de la península ibérica que se distribuye en el sureste de la misma, en la región de Murcia y la provincia de Almería.

## Gastronomía
Iberus campesinus es considerado un manjar en las zonas de España donde habita, como la región de Murcia donde, como plato típico, se añade al arroz con conejo.